# Rui Jorge Farto Correia
Rui Jorge Farto Correia (nascut el 23 d'agost de 1990) és un futbolista professional portuguès que juga al CD Nacional com a migcampista defensiu o defensa central.

## Carrera de club
Nascut a Chaves, Correia va jugar al futbol base amb el Seixal FC. Fins als 22 anys va competir a les lligues inferiors, signant amb el Portimonense SC de la Segona Lliga l'estiu del 2013.
Correia es va incorporar al club CD Nacional de la Primeira Liga per a la temporada 2014-15, després d'acordar un contracte de quatre anys. Va debutar al torneig el 17 d'agost de 2014, jugant els 90 minuts complets en una derrota a casa per 0-1 contra el Moreirense FC.
Correia va marcar els cinc gols més destacats de la seva carrera a la campanya 2015-16, ajudant els madeirins a acabar en l'11a posició.

## Vida personal
El pare de Correia, Manuel, també era futbolista i defensa.